# Districtul Mór
Mór (în maghiară Móri járás) este un district în județul Fejér, Ungaria.
Districtul are o suprafață de 395,13 km2 și o populație de 32.957 locuitori (2013).